# 4-idrossifenilacetaldeide ossime monoossigenasi
La 4-idrossifenilacetaldeide ossime monoossigenasi è un enzima appartenente alla classe delle ossidoreduttasi, che catalizza la seguente reazione:
(Z)-4-idrossifenilacetaldeide ossime + NADPH + H+ + O2 ⇄ (S)-4-idrossimandelonitrile + NADP+ + 2 H2O
Questo enzima è coinvolto nella biosintesi del glicoside cianogenico, durrina nel sorgo, assieme alla tirosina N-monoossigenasi (numero EC 1.14.13.41) ed alla cianoidrina beta-glicosiltransferasi (numero EC 2.4.1.85). 